# Oliarus bizonata
Oliarus bizonata är en insektsart som beskrevs av Kato 1932. Oliarus bizonata ingår i släktet Oliarus och familjen kilstritar. Inga underarter finns listade i Catalogue of Life.